# ステクロフ数学研究所
ステクロフ数学研究所（ステクロフすうがくけんきゅうじょ、ロシア語: Математический институт имени В.А.Стеклова、英語: Steklov Institute of Mathematics）は、ロシアのモスクワにある数学を専門とする研究所。1934年4月24日、レニングラードで開催されたロシア科学アカデミー総会で設立が決定された。ロシア（ソ連）の数学者ウラジーミル・ステクロフ (Vladimir Andreevich Steklov) の名を冠している。
1940年にモスクワに移転したが、元の建物は同研究所のレニングラード部門となった。現在では、独立した研究所となり、St. Petersburg Department of Steklov Institute of Mathematics of Russian Academy of Sciences (PDMI RAS) と呼ばれている（サンクトペテルブルクにある）。St. Petersburg Department という呼称は、あたかもステクロフ数学研究所の一部門であるかのような誤解を与えるが、実際には独立している。
1966年、ステクロフ数学研究所からケルディシュ応用数学研究所（露: Институт прикладной математики им. М.В.Келдыша）が分離している。
セルゲイ・ソボレフ、ウラジーミル・アーノルドおよびグリゴリー・ペレルマンらが過去に在籍していた。教育力も豊かで国際数学コンペティションの問題を作成(2017年度のラスト)することがある。